# Josep Flaquer i Fraisse
Josep Flaquer i Fraisse (Barcelona, 14 de febrer de 1833 – Barcelona, 20 de gener de 1889) fou un jurista català, acadèmic de l'Acadèmia de Bones Lletres de Barcelona.

## Biografia
Fill del mestre reial Pere Flaquer i Colomina (ca 1798-1871) i Rosa Fraisse naturals de Barcelona, el 1856 es va llicenciar en jurisprudència a la Universitat de Barcelona amb premi extraordinari i es doctorà en 1859. En 1858 es llicencià en filosofia i lletres i començà a treballar com a professor auxiliar de dret polític i comparat a la Universitat de Barcelona fins que el juny 1862 fou nomenat catedràtic de dret polític a la Universitat de Valladolid. En desembre del mateix any, però, traslladà la seva càtedra a la Universitat de Barcelona, que el 1867 va ampliar a dret mercantil i penal.
També fou membre del Col·legi d'Advocats de Barcelona des de 1856 i va exercir fins a 1879. Fou membre des de 1857 de l'Acadèmia de Jurisprudència i Legislació de Catalunya i des de 1860 de l'Acadèmia de Bones Lletres de Barcelona i des de 1867 de la Societat Econòmica Barcelonesa d'Amics del País. També fou membre de l'Ateneu Barcelonès, de la Comissió Provincial d'Estadística i fundador en 1876 de l'Acadèmia de Dret Administratiu de Catalunya.
L'any 1863 es casa amb Caterina de Tos i Damià natural de Barcelona i varen ser pares de Pere Maria Flaquer i Tos, propietari i jurista nascut a Barcelona el 18 de gener de 1866.

## Obres
- Principios en que estriban las Constituciones políticas. Discurso leído en la Universidad Central en el acto solemne de recibir la investidura en el grado de doctor en Administración, Madrid, Imp. de Tejado, 1859.
- San Isidoro: su influencia en la vida de la Edad Media. Discurso leído en la Universidad Central, Madrid, Imp. de Tejado, 1858.
- Bellezas de la legislación civil catalana. Discurso leído en la Universidad Central en la solemne investidura de doctor en Jurisprudencia, Madrid, Imp. de Tejado, 1858.
- Programa de Derecho Mercantil comparado (manuscrit, 1868).